# Erdei Grünwald Mihály
Erdei Grünwald Mihály (Budapest, 1944. augusztus 27. – 2023. február 27.) magyar újságíró, filmrendező, forgatókönyvíró, filmproducer.

## Életpályája
Édesapját nem ismerte, mert születése előtt elhurcolták a németek és koncentrációs táborban halt meg. Általános iskolai tanulmányait 1950-ben a terézvárosi Érsek utcában  kezdte. 
1957-ben édesanyjával és nővérével kivándoroltak Izraelbe. 1960-ban tértek vissza Budapestre, ahol először az Egyesült Izzóban volt betanított munkás, majd 1960 augusztusában az Állami Könyvterjesztő Vállalat antikváriumában, a Lenin körúton lett eladó. Munkája mellett beiratkozott a dolgozók esti gimnáziumába az Andrássy úton, ahol 1964-ben érettségizett. 
A Színművészeti Főiskolára történt sikertelen felvételi vizsgája után, héber nyelvtudásának is köszönhetően felvették az Országos Rabbiképző Főiskolára. Scheiber Sándor professzor tanítványa lett. 1966-ban megnősült. Felesége Magyari Beck Anna tanárnő, aki 1993-ban alapította az első magyarországi Alexander-stúdiót. 1995 óta folyamatosan képezte az Alexander-technika-tanárokat. 1993-ban jelent meg az Alexander-technikáról szóló könyve a A türelem gyógyító művészete címmel.
1967-ben megszületett Katalin nevű lánya. Megélhetési problémák miatt visszament dolgozni a Váci utcai antikváriumba.
Első versei és novellái 1967-ben jelentek meg a Látóhatár című irodalmi folyóiratban, majd ezt követően a Magyar Ifjúságban, Ifjúsági Magazinban és más lapokban. 1968-ban bekerült az Állami Könyvterjesztő Vállalat sajtó- és propagandaosztályára, ahol részt vett számos Ünnepi Könyvhét megnyitójának szervezésében, lebonyolításában, és irodalmi munkássága mellett újságírói tevékenységet is végzett. 
1969-ben és 1970-ben két kisregénye is megjelent folytatásokban a Magyar Ifjúság hasábjain. Mivel ezek tudományos-fantasztikus írások voltak, így ettől kezdve szerkesztette és írta a Magyar Ifjúság tudományos rovatát. 1972-ben beiratkozott esztétika szakra esti egyetemre, amelyet 1977-ben sikeresen elvégzett.
Közben 1974-ben addigi munkássága alapján felvették egyéni kérelemmel a Magyar Újságírók Országos Szövetségébe. 1975-től kezdett el külsősként bedolgozni a Magyar Rádió különböző műsoraiba: írja és szerkeszti, majd később vezeti a Könyvről Könyvért irodalmi rejtvényműsort, megszakításokkal 2000-ig, és ugyancsak könyvkritikákat készít a tudományos szerkesztőségnek. 
1977-től szellemi szabadfoglalkozású újságíró. Szinte valamennyi akkori napi és hetilapban jelentek meg cikkei, riportjai. 1979-ben fogadták el első dokumentumfilmjét a Magyar Televízióban, majd 1980 januárjában a Magyar Rádió Tudományos Szerkesztőségének belső munkatársa lett. Elsősorban tudomány- és kultúrtörténeti műsorokat készített. Ekkor kérte fel a Magyar Televízió a Gólyavári esték tudomány- és technikatörténeti 36 × egyórás sorozatának szerkesztésére és technikai forgatókönyvének elkészítésére.
1982-ben társaival elnyerte a Japán Állami Televízió 50 ezer dolláros díját, és ebből az összegből leforgattak egy négyrészes, egész Japánt bemutató filmet, amelynek témája a szigetország tudománya és technikája a kultúra tükrében. Ezt a pályázatot ismét megnyerte 1984-ben egy másik stábbal, az Én Japánom című sorozattal, amelyben világhírű japán tudósok és művészek vallanak országukról. Második japán útjával egy időben feleségét mint oktatástervezőt szintén meghívták előadó körútra Japánba. Itt határozták el, látva a japán oktatás néhány érdekességét, hogy létrehoznak egy lap- és könyvkiadót a magyarországi oktatás színesítése és fejlesztése érdekében. 
1985-ben a Magyar Rádió és az Országos Pedagógiai Intézet segítségével létrejön a HÁTTÉR Lap- és Könyvkiadó Kft. ügyvezető igazgatója és az első HÁTTÉR Diákmagazinok főszerkesztője Erdei Grünwald Mihály, míg a Gyermek- és Ifjúságvédelem című szakfolyóirat főszerkesztője Magyari Beck Anna. A kiadó szerkesztőbizottságában akadémikusok, professzorok mint aktív szerzők is jelen voltak. A diákmagazinok mellett 1986-ban elkezdődött a könyvkiadás is.
1989-ben az ő ötlete alapján indult útjára a 168 Óra című hetilap és a Tallózó című hetilap. A Magyar Rádió még ugyanebben az évben szerződést kötött  az Izraeli Rádióval; ennek  keretében meghívták őt az Izraeli Rádió magyar adásának szerkesztésére, és az első öbölháború beköszöntével felkérik a Magyar Rádió és a Magyar Televízió tudósítására. Ezt követően a HVG is felkérte elemző cikkek írására. Ezt a tevékenységet 1994-ig folytatta, majd 1994 augusztusában, visszatérése után a Magyar Rádió elnöki tanácsadója lett. 
1998-ban felhagyott a tanácsadói tevékenységgel, mert megkezdte a Szentföldi Szent Helyek Üzenete című 50 részes és az egész Bibliát, Ó- és Újtestamentumot felölelő televíziós dokumentumfilm-sorozatának előkészítését. A film rendezője, producere, forgatókönyvírója és narrátora is ő volt, míg az operatőr a Kossuth-díjas kiváló művész Kardos Sándor. A film 1999-ben és 2000-ben került képernyőre, majd ezt követően még 2010-ben is ismételték különböző tévécsatornákon. 
2000-ben és 2001-ben két expedíciós úton járt Kardos Sándorral egy új régészeti felfedezés nyomában a Szentföldön, Emanuel Anati olasz régész professzorral együtt. Az első útról készült egyórás filmet több tévécsatorna is bemutatta, ám a nagy expedíció anyaga még 2010-ben is vágatlanul várta a megvalósítást. 2002-ben a Duna Televízió kérésére elkészítette a Mégis kinek az Istene című kétrészes dokumentumfilmet a három világvallásról – zsidó, keresztény, muzulmán – eredeti helyszíneken. 2002 és 2003 között Görgey Gábor mellett miniszteri tanácsadó volt. 2004-ben dr. Sári László tibetológussal a Pax TV részére elkészített egy tízrészes sorozatot a keleti vallásokról.
2006 óta nyugdíjas újságíró, író és filmrendező.
2011 és 2013 között az oktOpus Multimédia Intézet megbecsült oktató tanára.

## Könyvei
- Mindig laktunk valahol. Móra Kiadó. Bölcs Bagoly sorozat, 1982
- Mi lett volna, ha...? RTV-Minerva, 1983 (azonos című rádiósorozatból)
- A fegyverek halála és más különös történetek. Tudományos-fantasztikus írások. Editorg, 1984, 2. átdolg. kiadás 2005
- Mit hagytak ránk a századok? Népszava Kiadó, 1985 (azonos című rádiósorozatból)
- Istenek órája. Türelem Háza Kiadó, 1996 (Popper Péterrel közös, az azonos című tv-sorozatból)
- Nevem Spéter Erzsébet. Türelem Háza Kiadó, 1997
- Jeruzsálem. Régi zsidó képeslapok anno 1900–1930. Magyar Könyvklub (Toronyi Zsuzsával közös)
- Szentföldi Szent Helyek üzenete. Fotoalbum. Kardos Sándorral közös. Türelem Háza Kiadó, 2001 (2. kiadás 2006)
- A fegyverek halála és más különös történetek; 2. átdolg. kiad.; OK Bt., Bp., 2005

## Díjai, elismerései
- Szocialista Kultúráért, 1986
- Televíziós Nívódíj a Gólyavári estékért, 1982
- Rádiós nívódíjak a Mi lett volna, ha? c. sorozatért 1980 és a Mit hagytak ránk a századok? című sorozatért, 1983
- A Magyar Köztársasági Érdemrend lovagkeresztje 2003 a Szentföldi filmsorozatért és a dokumentumfilmes munkásságért

## Tanári pálya
- oktOpus Multimédia Intézet – Hangmester szak / Hangmester képzés